# Revillalcón
Revillalcón es una localidad del municipio burgalés de Salinillas de Bureba, en la Comunidad Autónoma de Castilla y León (España). 
La iglesia está dedicada a san Esteban.

## Localidades limítrofes
Confina con las siguientes localidades:
- Al norte con Quintanabureba.
- Al noreste con Aguilar de Bureba.
- Al sureste con Briviesca.
- Al suroeste con Salinillas de Bureba.
- Al noroeste con Piérnigas.

## Demografía
Evolución de la población
| Gráfica de evolución demográfica de Revillalcón entre 2000 y 2023  |
|                                                                    |
| Población de derecho (2000-2023) según el padrón municipal del INE |

## Historia
Así se describe a Revillalcón en el tomo XIII del Diccionario geográfico-estadístico-histórico de España y sus posesiones de Ultramar, obra impulsada por Pascual Madoz a mediados del siglo XIX:

Lugar con ayuntamiento en la provincia, diócesis, audiencia territorial y capitanía general de Burgos (7 leguas), partido judicial de Briviesca (1/2). Situado en la ladera de una pequeña cuesta, donde reinan con especialidad los vientos N y O, siendo las enfermedades más comunes las tercianas y afecciones de pecho. Tiene 17 casas con la de ayuntamiento; una fuente de buenas aguas dentro de la población y algunas en el término; una iglesia parroquial (San Esteban) servida por un cura y un cementerio contiguo a la misma. Confina el término N Quintana Bureba y Aguilar; E Briviesca; S Valdazo, y O Salinillas. Su terreno es secano, de mediana e ínfima calidad, y le atraviesa un arroyo que desciende de dicho Salinillas, llevando su curso en dirección de S a N. Los caminos se hallan en mal estado y conducen a los pueblos limítrofes. Correos: se reciben de la capital del partido por los mismos interesados. Producciones: trigo, cebada, centeno, legumbres aunque pocas, algo de lino, yeros, alholvas y patatas; cría ganado lanar, vacuno y asnal; caza de liebres, conejos, perdices y zorros, y pesca de cangrejos y anguilas. Industria: la agrícola. Población: 12 vecinos, 27 almas. Capital productivo: 317.800 reales. Imponible: 30.035. Contribución: 953 reales 21 maravedíes.
Diccionario geográfico-estadístico-histórico de España y sus posesiones de Ultramar